# Centro Diaz
El Centro Diaz es un edificio de Milán en Italia situado en el nº 7 de la piazza Armando Diaz.

## Historia
La construcción del edificio fue establecida por primera vez con el plan urbanístico del 1938 referente al lado sur de la piazza del Duomo. Siguieron varios proyectos, entre los cuales el primero preveía un edificio de forma compacta al cual un proyecto del 1951 añadió una torre alineada con la cercana Galería Víctor Manuel II. Un concurso privado convocado en el 1953 fue ganado por el diseño desarrollado por el arquitecto Luigi Mattioni, quien tuve que reducir en más de 11 metros la altura original de la torre durante las fases finales de revisión del proyecto. Los trabajos fueron acabados en el 1957.

## Descripción
La torre central del complejo tiene 65 metros de altura.